# Karosa B 741
Karosa B 741 (русск. [каро́са бэ се́дм сет чтыржице́т еде́н]) — модель городского сочленённого высокопольного автобуса, производившегося компанией Karosa в городе Високе-Мито, в 1991—1997 годах.

## Конструкция
B 741 выполнена на основе модели C 744 и максимально унифицирована с моделями семисотой серии. Это трехосный двухсекционный автобус с кузовом полунесущей конструкции, соединенный между секциями узлом сочленения, с двигателем за задней осью. По правому борту размещены четыре двустворчатых навесных прислонно-сдвижных двери (передняя уже чем остальные). Компоновка салона — 1+2 и 2+2 над осями.

## Производство
Прототип B 741 был изготовлен на основе модели C 744 в 1991 году. Уже в конце этого года модель была запущена в серийное производство, которое продолжалось до 1997 года. Первый автобус данной марки серийной партии поступил на испытания в Москву, в ГУП Мосгортранс, в ФАТП, где ему присвоили госномер 8524 МНА, после чего несколько месяцев он возил пассажиров на ФАТПовском маршруте № 688. Испытания прошли успешно, но Москва не смогла в 1990-е годы закупать такие автобусы из-за их дороговизны. Крупнейшим оператором этой модели стали Прага (174 машин) и Братислава (107 машин), а также Омск (1 машина в 1995 (№ 2111, зав. номер 600) и 50 машин в 1997). В общей сложности в период с 1991 по 1997 год произведено 620 автобусов (включая прототипы).
В 1997 году 741-ю модель на конвейере сменила модель B 841, отличавшаяся от 741-й небольшими изменениями. Она предназначалась для компаний, которые не могли приобрести модель B 941.

## Модификации B741
- B741.1908 (1991—1994) с двигателем LIAZ ML637N и трансмиссией ZF4 HP500
- B741.1916 (1992—1993, 1995—1996) с двигателем LIAZ ML637N и трансмиссией Voith
- B741.1918 (???) с двигателем Renault
- B741.1922 (1992—1996) с двигателем LIAZ ML637E (Euro II) и трансмиссией ZF4 HP500
- B741.1924 (1996) с двигателем LIAZ ML637E (Euro II) и трансмиссией Voith